# Nowa Wieś Przywidzka
Nowa Wieś Przywidzka (kaszb. Przëwëdzkô Nowô Wiés) – wieś w Polsce położona w województwie pomorskim, w powiecie gdańskim, w gminie Przywidz. Wieś jest siedzibą sołectwa Nowa Wieś Przywidzka, w którego skład wchodzi również Roztoka i Majdany.
| SIMC    | Nazwa   | Rodzaj     |
| ------- | ------- | ---------- |
| 0170050 | Majdany | przysiółek |

W latach 1975–1998 miejscowość administracyjnie należała do województwa gdańskiego.
W miejscowości znajduje się parafia rzymskokatolicka Matki Bożej Fatimskiej, należąca do dekanatu Kolbudy, archidiecezji gdańskiej.